# Rhône (departement)
 For alternative betydninger, se Rhône (flertydig). (Se også artikler, som begynder med Rhône)
Rhône ( fransk udtale ?) er et fransk departement i regionen Auvergne-Rhône-Alpes. Hovedbyen er Lyon, og departementet har 471.026 indbyggere (2015).
Der er 1 arrondissement, 13 kantoner og 218 kommuner i Rhône.